# Прерийна гърмяща змия джудже
Прерийна гърмяща змия джудже (Sistrurus catenatus), наричана също масасауга, е вид змия от семейство Отровници (Viperidae).

## Разпространение
Видът е разпространен в Мексико и САЩ.